# Joseph Vanderhaegen
Joseph Vanderhaegen, né le 8 août 1906 à Couillet (section de la ville de Charleroi) et mort le 22 janvier 1994 à Montigny-le-Tilleul,, est un coureur cycliste belge. Professionnel durant les années 1930, il a remporté une étape du Tour de Belgique en 1934. Il est également monté à deux reprises sur le podium du championnat de Belgique sur route.

## Biographie
Il participe au Tour de Suisse 1934 où il se classe 11e du classement général et finit 5e de la 5e étape ainsi qu'au Tour de Suisse 1935 où il termine à la 21e place.

## Palmarès
- 1927
  - Circuit minier et métallurgique du Nord
- 1928
  - Paris-Cambrai
  - Paris-Lens
  - 2e de Paris-Fourmies
  - 3e de Paris-Montigny-en-Gohelle
- 1929
  - À travers les Hauts-de-France
  - 2e du Grand Prix de Fourmies
  - 2e de Paris-Montigny-en-Gohelle
  - 3e de Paris-Lens
- 1931
  - 2e du Grand Prix de Fourmies
- 1932
  - Tour de Belgique indépendants
  - 1re et 3e étapes de Bruxelles-Luxembourg-Mondorf
  - 2e de Bruxelles-Liège
  - 2e du Tour des Flandres des indépendants
- 1933
  - 2e du championnat de Belgique sur route
  - 3e du Tour de l'Ouest
  - 3e du Circuit de Belgique
  - 6e de Liège-Bastogne-Liège
- 1934
  - 4e étape du Tour de Belgique
  - 3e du championnat de Belgique sur route
  - 6e de Liège-Bastogne-Liège
- 1935
  - 2e du Grand Prix de Wallonie